# Marina (telenowela)
Marina – meksykańska telenowela produkcji Telemundo i Argos zrealizowana w 2006 roku. Telenowela składa się ze 169 odcinków. Muzykę do serialu napisał Walterio Pesqueria. Piosenkę tytułową Nos volveremos a ver zaśpiewała odtwórczyni głównej roli Sandra Echeverria.

## Opis fabuły
Malownicze Acapulco. Tu piękna młoda dziewczyna o imieniu Marina próbuje udowodnić sobie i światu, że kobieta może być samodzielna. Marina, która mieszka tylko z matką, utrzymuje się prowadząc turystyczną łódkę. Nagle matka Mariny umiera. Po jej śmierci dziewczyna musi przeprowadzić się do domu zamożnych krewnych, do rodziny Alarcón Morales. To moment, w którym kończy się jej niezależność. Bogaci krewni traktują Marinę z pogardą, zapominając, że i ona ma pełne prawo do majątku, którym dysponują. Zawiść i ludzka podłość towarzyszą Marinie na każdym kroku w nowym domu. Na szczęście dziewczyna może liczyć na życzliwość jednej osoby. Jej wujek, milioner, Don Guillermo, stara się ochronić ją przed atakami pozostałych. W domu rodziny Alarcón, Marina zakochuje się w Ricardo. Przystojny i przywykły do luksusu Ricardo wiedzie beztroskie życie pełne przyjemności. Jednym cieniem w tej beztroskiej egzystencji jest przesadnie temperamentna żona Ricardo, Adriana. Urzeczony otwartością i spontanicznością pięknej Mariny, Ricardo zakochuje się w niej bez pamięci. Po ślubie z Ricardo, życie Mariny wcale nie staje się lepsze. Podła teściowa postanawia zniszczyć ukochaną syna. Wmawia Ricardo, że Marina go zdradziła i tym samym zmusza go do porzucenia żony. Marina zostaje sama, do tego spodziewa się dziecka. Na domiar złego jej synek zostaje uprowadzony kilka dni po urodzeniu. Na szczęście Ricardo dowiaduje się, że jego matka okłamała go i wraca do porzuconej Mariny. Tymczasem Marina postanawia odszukać swojego syna. Po 16 latach go odnajduje, jednak na początku mu o tym nie mówi. Mały Ricardito (zwany Chuy), zakochuje się w córce adoptowanej Mariny Patricii. Wkrótce Ricardo zakochuje się w Veronice, która bardzo miesza w życiu Mariny, oraz zabija swoją siostrę bliźniaczkę Laurę i dręczy swoją drugą przyrodnią siostrę Lucię. Patricia i Chuy dowiadują się o swoim  pochodzeniu i pobierają się, tak jak Marina i Ricardo zostają razem. Veronica zostaje uduszona w swojej trumnie.

## Obsada
- Sandra Echeverria jako Marina Alarcón
- Mauricio Ochmann jako Ricardo Alarcón #1
- Manolo Cardona jako Ricardo Alarcón #2
- Humberto Zurita jako Guillermo Alarcón
- Susana Dosamantes jako Alberta Alarcón
- Aylín Mújica jako Laura Saldivar / Verónica Saldivar
- Pablo Azar jako Papalote
- Dolores Heredia jako Rosa
- Elizabeth Cervantes jako Sara
- Carlos Caballero jako Julio
- Karina Mora jako Matilde Alarcon
- Ilean Almaguer jako Patricia 'Patty' Alarcón
- Alfonso Dosal jako Chuy
- Eduardo Victoria jako Federico
- Sandra Destenave jako Adriana Alarcón
- Gustavo Navarro jako Daniel
- Angélica Celaya jako Rosalba Arvales
- Mara Cuevas jako Lucia Saldivar
- Beatriz Cecilia jako Pastora
- Lourdes Villareal jako Lázara
- Jorge Luis Vasquez jako Elías Alarcón
- Marta Aura jako Lupe
- Verónica Terán jako Blanca
- Claudia Lobo jako Chela
- Georgina Tábora jako Clorinda

## Emisja w Polsce
Po raz pierwszy telenowela emitowana była przez telewizję TVN od 5 września 2007 do 6 maja 2008 roku. Od 20 sierpnia 2010 do 18 kwietnia 2011 roku przez stację TVN 7. Zastąpił ją serial Teresa z 2010 roku.
- Wersja polska dla TVN
- Tekst: Barbara Włodarek
- Czytał: Janusz Kozioł